# アップフロントワークス
株式会社アップフロントワークス（英: UP-FRONT WORKS Co., Ltd.）は、アップフロントグループ傘下（機能子会社）のレコード会社である。法人格上は旧株式会社ゼティマ。アップフロントグループ及び提携会社所属歌手の音楽・映像ソフトの企画・制作・販売を行う。

## 沿革
- 1980年 - ポリドール（当時）とヤングジャパングループ（当時）の合弁で株式会社ポリスターを設立。
- 1983年 - ヤングジャパングループが芸能事業から撤退。ポリスター所属の堀内孝雄等がツーバンを設立。その後アップフロントエージェンシーを経て、今日のアップフロントプロモーションとなる。
- 1993年5月 - ワーナーミュージック・ジャパンとアップフロントグループの合弁で株式会社ワン・アップ・ミュージックを設立。
- 1995年3月 - アップフロント側がポリスターから資本撤退し、株式会社Y.J.サウンズを設立。ワン・アップ・ミュージックもワーナーミュージック・ジャパンが資本撤退、アップフロントの完全子会社となる。
- 1998年4月 - ワン・アップ・ミュージック（存続会社）とY.J.サウンズが合併し、プロダクション主体レーベル兼レコード会社の株式会社ゼティマ（ZETIMA Inc.）を設立[1]。
- 2001年 - 同グループのレコード会社株式会社ハチャマ（HACHAMA Inc.）と株式会社ピッコロタウン（PICCOLO TOWN Inc.）を新たに設立。
- 2001年10月1日 - ゼティマはこれまでソニー・ミュージックエンタテインメントに販売委託をしていたが、同SMEJグループのソニー・ミュージックディストリビューション（現：ソニー・ミュージックマーケティング）に販売委託元が移管される。
- 2003年1月 - ゼティマの派生レーベルとして地中海を新たに設立（2009年12月親レーベルのゼティマへ統合、並びにレーベル廃止）。
- 2004年3月21日 - ゼティマ（存続会社）・ハチャマ・ピッコロタウンの各社内グループのレコード会社を吸収合併し、株式会社アップフロントワークスを設立。これと同時に存続のゼティマを除くハチャマ・ピッコロタウンの各法人は解散。以後、ゼティマ・ハチャマ・ピッコロタウンは音楽映像関連商品の各種メジャーレーベルの名称として、シンボルロゴと共にそれぞれ継承された。MaxMuse（2007年1月サービス終了・撤退）にてインターネット音楽配信サービスを開始。さらにMora（レーベルゲート）やOnGenへの配信も開始する。
- 2004年9月 - ピッコロタウンの歌謡曲・演歌部門専用レーベルとしてライスミュージックを新たに設立。
- 2005年 - GyaOに映像コンテンツを提供。
- 2006年 - Yahoo!ミュージック サウンドステーションに音楽コンテンツを提供。iTunes Storeへの音楽・映像配信を開始。
- 2013年9月 - ピッコロタウン（系列レーベルのライスミュージック、およびヘッドディス含む）はこれまでキングレコードに販売委託をしていたが、ポニーキャニオンに販売委託元が移管される。
- 2015年10月28日 - ℃-uteの28作目のシングル『ありがとう〜無限のエール〜/嵐を起こすんだ Exciting Fight!』の発売を皮切りにmoraへのFLAC形式のオーディオファイルを用いた96kHz/24bit（例外的に一部48kHz/24bitの楽曲も混在）によるハイレゾ音源の音楽配信を順次開始。
- 2016年8月 - レコチョクへのFLAC形式のオーディオファイルを用いた96kHz/24bit（例外的に一部48kHz/24bitの楽曲も混在）によるハイレゾ音源の音楽配信を順次開始。
- 2016年12月20日 - コーポレートロゴマーク（CI）を改定。株式会社アップフロントグループなどの関連企業と共通のロゴマークとなる[2]。ただし、新コーポレートロゴマークの表記がジャケット裏面・盤面等に適用されるのは2017年1月25日以降に順次リリースされる作品（新譜）からとなる。
- 2017年3月8日 - モーニング娘。'17の63作目のシングル『BRAND NEW MORNING/ジェラシー ジェラシー』の発売を皮切りにe-onkyo music（オンキヨー）へのFLAC形式のオーディオファイルを用いた96kHz/24bitによるハイレゾ音源、およびオーディオデータを全く圧縮しないWAV形式のオーディオファイルを用いた96kHz/24bitによるハイレゾ音源の音楽配信を順次開始。
- 2019年4月1日 - タワーレコード限定販売としてアナログ盤の販売を順次開始。また、ゼティマの販売委託元が音楽配信を除き、ソニー・ミュージックマーケティングからソニー・ミュージックソリューションズへ移管される。
- 2019年5月7日 - インディーズ専用レーベルをアップフロントワークスからアップフロントインディーズ（UP-FRONT INDIES）へ移管。ただし、新レーベルの表記がジャケット裏面・盤面等に適用されるのは同年5月29日以降に順次リリースされる作品（新譜）からとなる。これに伴い、従来インディーズレーベルとして機能していたレーベルとしてのアップフロントワークスが事実上、メジャーレーベルに昇格する形となった。

## アップフロントワークスのレーベル一覧
※印はハロー!プロジェクトのソロを含むグループ及びメンバー（元ハロー!プロジェクトメンバー、および2023年11月グループ卒業メンバー含む）。
☆印は2023年現在、活動休止中のアーティスト。

### メジャーレーベル

#### zetima
- 製品番号（品番）はEPCE(CD/配信シングル/配信アルバム) ・ EPCE-HR(ハイレゾ対応配信シングル/配信アルバム) ・ EPDE(8cmCD) ・ EPYE(MD) ・EPBE(DVD) ・ EPXE(Blu-ray、以下BD) ・ EPVE(VHS) ・ EPTE/EPSE(CT)で、メーカー略記号EPは前身のワン・アップ・ミュージックの名残りであり、ソニーに販売元が移管された際にEP〇E-○○○○に改められた。
  - 1994年1月から1998年4月までワーナーミュージックに販売委託していた際の品番は、EPCA(12cmCD)・EPDA(8cmCD)・EPTA(アルバムカセット)・EPVA(VHS)・EPLA(LD)で振り分けられていたが、ワン・アップ・ミュージック第一弾新譜となったスターダスト☆レビューの「木蘭の涙」[7]と第二弾新譜となった森高千里の「風に吹かれて」のみワーナー品番での発売となっている[8]。
  - Y.J.サウンズの品番は、ポリスターのPS〇E－○○○○が振られていた[9]。
  - 1996年5月13日に発売されたGeNTLe BReeZe(スターダスト☆レビューと田村直美によるユニット)の「Feel me,See me,Hold me」のみ、販売元はポリグラムとなっている。(規格品番：PODE-3001)[10]

2023年現在、同社のメインストリーム（主力）となるレーベルである。
- 相田翔子（POLYSTAR[11]→地中海→zetima）
- 因幡晃（ディスコメイトレコード→Epic→Vap→PLATZ→日本コロムビア→ONE UP MUSIC→zetima→地中海→Rice Music→zetima）（ただし音楽ライブDVDは除く）
- 稲場愛香（zetima→hachama→zetima） ※
- 小関舞（zetima→UP-FRONT WORKS→zetima） ※
- OCHA NORMA ※
- KAN（Polydoor→Mercury→WARNER MUSIC→BMGファンハウス→zetima）
- 佐藤優樹 ※
- シャッフルユニット ※
- シャ乱Q（BMG VICTOR→BMG JAPAN[12]→zetima）☆
  - つんく♂
- 上々軍団
- 鈴木愛理 ※
- 高橋愛・田中れいな・夏焼雅（UP-FRONT WORKS[13]→zetima） ※
  - 高橋愛 ※
  - 田中れいな（zetima→UP-FRONT WORKS→zetima） ※
  - 夏焼雅（PICCOLO TOWN→zetima） ※
- 竹内朱莉（hachama→zetima） ※
- つばきファクトリー ※
- BEYOOOOONDS ※
  - CHICA#TETSU ※
  - 雨ノ森 川海 ※
  - SeasoningS※
- 譜久村聖 ※
- モーニング娘。（ONE UP MUSIC→zetima） ※
  - 小田さくら ※
  - 牧野真莉愛 ※
  - 横山玲奈 ※
- 森高千里（WARNER MUSIC→ONE UP MUSIC→zetima）
- ロージークロニクル ※
- V.A.
  - ハロー!プロジェクト（プッチベストシリーズ、メガベストシリーズ、ハロー!モーニング。、モベキマスなど関連番組） ※
  - 演劇女子部映像作品（モーニング娘。、つばきファクトリー、BEYOOOOONDSの各作品のみ）

#### hachama
製品番号（品番）はHKCN（CD/配信シングル/配信アルバム）・ HKCN-HR(ハイレゾ対応配信シングル/配信アルバム) ・HKBN（DVD）・ HKXN(BD) ・ HKVN（VHS）レーベル名は“Have a child mind again”から。
- 千（せん） ※

- アンジュルム（旧・スマイレージ） ※
- Gatas Brilhantes H.P. ※
- Juice=Juice ※
- 宮本佳林 ※
- V.A.
  - ハロー!プロジェクト（コンサート・ミュージカル） ※
  - 演劇女子部映像作品（アンジュルム、Juice=Juiceの各作品のみ）

#### Rice Music
2004年9月にかつて存在していたY.J.サウンズの事実上の後継レーベルとなる演歌・歌謡曲専用レーベルを設立し、歌謡曲・演歌系のアーティストに限り、ゼティマからそのまま移管された。販売及び製造番号（品番）はPKCP(CD/配信シングル/配信アルバム) ・ PKCP-HR(ハイレゾ対応配信シングル/配信アルバム) ・ PKSP(8cmCD) ・ PKBP(DVD) ・ PKXP(BD) ・ PKVP(VHS) ・ PKTP(CT)。
- 高山厳
- 堀内孝雄

#### UP-FRONT WORKS
製品番号はUFCW・TGCS・POCS（CD/配信シングル/配信アルバム）、UFCW-HR・UFDL-HR・POCS-HR（ハイレゾ対応配信シングル/配信アルバム） 、UFDL（配信限定シングル/配信限定アルバム）、TGDS（8cmCD）、UFBW・TGBS・HKBN・POBS（DVD）、UFXW・HKXN・POXS（BD）、UFWT（アナログ盤）。配信限定作品、およびタワーレコード限定販売アナログ盤、会場限定販売商品などにも用いられる。また、後述するインディーズ専用レーベルのUP-FRONT INDIESが発足するまではハロー!プロジェクト関連を中心としたインディーズレーベルとなっていた。
- 因幡晃（音楽DVDのみ）
- 杉田二郎（一時期、Rice Musicに在籍していた期間あり）
- ばんばひろふみ（一時期、Rice Musicに在籍していた期間あり）
- ハロー!プロジェクト各グループ・各メンバーのDVD・BDマガジン、およびオリジナルダウンロードシングル
- Bitter & Sweet（UP-FRONT WORKS→PICCOLO TOWN→UP-FRONT WORKS）
  - 田﨑あさひ
- Temiyan（ハミングバード→パイオニアLDC→江戸屋レコード→カイガンレコード→zetima→PACIFIC HEAVEN→hachama→UP-FRONT WORKS）
- 吉川友（UNIVERSAL J（現・Polydor Records）→UP-FRONT WORKS/UNIVERSAL D）
- 安倍なつみ（zetima→hachama→UP-FRONT WORKS→日本コロムビア→UP-FRONT WORKS）
- GOODM!X→GOODM!X PREMIUM
- 中島早貴（zetima→UP-FRONT WORKS）※
- 道重さゆみ（zetima→UP-FRONT WORKS）※
- 矢島舞美（zetima→UP-FRONT WORKS）※
- L!PP (from Hello! Project Dance Team)※

### インディーズレーベル

#### UP-FRONT INDIES
2019年5月より発足したUP-FRONT WORKSのインディーズ専用レーベル。規格品番はUP-FRONT WORKSと同一。
- ハロプロ研修生（UP-FRONT WORKS→UP-FRONT INDIES）
- 会場先行リリース専売演劇女子部オリジナルサウンドトラック（UP-FRONT WORKS→UP-FRONT INDIES）

#### UP-FRONT INTERNATIONAL
主にハロー!プロジェクトのファンクラブ限定販売商品のレーベル。規格品番はUP-FRONT WORKSと同一。

#### TOPLINE AGENCY
中島卓偉とシリアル⇔NUMBERのライブDVDのレーベル。規格品番はTLDV（中島卓偉）、TLSDV（シリアル⇔NUMBER）。

## 過去のレーベル

### メジャーレーベル

#### 地中海
主にフランス、イタリア、ギリシャなどの欧州系ポップスのカバー・アルバムを制作していた。2009年12月を以って先述のゼティマレーベルに統合される形で廃止された。
販売及び製造番号（品番）はゼティマと同一。
2009年12月現在の時点で同レーベルに所属していたアーティスト
- 相田翔子
- 飯田圭織 ※
- 因幡晃
- 加藤紀子
- 佐々木秀実
- 内藤やす子

#### Seventh Code
販売及び製造番号（品番）はゼティマと同一。
- Emyli

#### GOTHUALL
販売及び製造番号（品番）はゼティマと同一。
- HANGRY&ANGRY-f（←HANGRY&ANGRY、GOTHUALL→zetima→GOTHUALL）

#### PACIFIC HEAVEN
ハワイ音楽などを制作しているTemiyanのプライベートレーベル。2006年12月を以って先述のハチャマレーベルに統合される形で廃止された。アップフロントグループが経営するスポーツジムやレストランの名称にも使用されている。
販売及び製造番号はハチャマと同一。
同レーベルに所属していたアーティスト
- Temiyan

#### PICCOLO TOWN
2023年3月現在の時点での所属アーティストは唯一、Bitter & Sweetのみとなり、さらに同レーベルからリリースされる各種オムニバス盤のリリースが休止している状態が続いていたため、最終的に先述のhachama、およびUP-FRONT WORKSに統合されることとなった。
販売及び製造番号（品番）はライスミュージックと同一。
2023年3月現在の時点で同レーベルに所属していたアーティスト
- Bitter & Sweet
- V.A.
  - FOLK SONGSシリーズ（2001年 - 2004年） ※
  - 童謡ポップスシリーズ（2001年 - 2003年） ※

#### ヘッドディス(HARDIS)
販売及び製造番号はライスミュージックと同一。アップフロントワークスのレーベルとしては唯一の本格的な洋楽専門のレーベルだった。
同レーベルに所属していたアーティスト
- ジョイ・アンド・ザ・ボーイ
- ベン・シドラン
- リオ・シドラン

### インディーズレーベル

#### URANEBA RECORD
モーニング娘。「愛の種」の販売のためのインディーズレーベル。販売委託先名義はSPREE RECORDとなっていた。販売及び製造番号はUR。

#### SPREE RECORD
販売及び製造番号はSPRE。カントリー娘。、シェキドルのインディーズレーベル。

## かつて在籍していたアーティスト（メジャー在籍者のみ）

### ハロー!プロジェクト関連

#### あ～さ行
- あぁ!（PICCOLO TOWN）
- 相川茉穂（2017年12月芸能界を引退、2020年10月N・F・Bで活動再開）
- 浅倉樹々（2025年3月芸能界を引退）
- 安倍なつみ&矢島舞美（℃-ute） （hachama。2009年4月プロフィール消滅）
- 飯窪春菜（2018年12月女優に転向）
- 飯田圭織
- 石栗奏美（2025年3月アップフロントプロモーションを退社）
- 石田亜佑美
- 市井紗耶香 in CUBIC-CROSS（PICCOLO TOWN。2003年11月解散）
- 一岡伶奈（2024年3月アップフロントプロモーションを退社。同年9月よりアイドルグループ｢Reve Pocket｣で芸能活動を再開している。）
- 植村あかり
- 尾形春水（2018年6月芸能界を引退、2019年8月よりYouTuberとして活動再開）
- 小片リサ（2024年9月アップフロントプロモーションを退社）
- 小川紗季（2011年8月芸能界を引退）
- 小川麻琴（2015年3月芸能活動を一時休止、2016年4月より舞台女優として活動再開）
- おはガールメープル with スマイレージ（hachama。2011年度末をもって活動終了）
- 音楽ガッタス（zetima。2010年4月に事実上の活動休止）
- 加賀楓（2024年9月芸能界を引退）
- 笠原桃奈（zetima→LAPONE GIRLS）
- 勝田里奈
- 金澤朋子（2022年5月芸能界を引退）
- かみいしなか かな（UP-FRONT WORKS）
- 亀井絵里（2010年12月芸能界を引退）
- 川村文乃（2024年11月芸能界を引退）
- カントリー・ガールズ（zetima→UP-FRONT WORKS→zetima。2019年12月活動休止）
  - 山木梨沙（活動休止と同時に芸能界を引退）
- カントリー娘。（zetima。2014年11月先述のカントリー・ガールズへ継承）
  - カントリー娘。に石川梨華（モーニング娘。）（zetima。活動終了）
  - カントリー娘。に紺野と藤本（モーニング娘。）（zetima。活動終了）
  - 里田まい（zetima。現在はタレント業に専念）
  - 里田まい with 藤岡藤巻（zetima。活動終了）
- 岸本ゆめの（zetima→YU-M エンターテインメント）
- GAM（hachama。2007年12月活動休止）
- ℃-ute（zetima。2017年6月解散）
  - 岡井千聖（2019年4月芸能活動休止、2020年4月芸能界引退）
  - 萩原舞（解散と同時に芸能界を引退。2018年9月実業家に転身）
- 久住小春（後にモデル活動を経て現在はオスカープロモーションへ移籍と同時に女優業に専念）
- 工藤遥（zetima→日本コロムビア[14]。2017年12月女優に転向、2025年3月ジャストプロを退社）
- ココナッツ娘。（SME Recordsから移籍。zetima（2001年～2008年）。2008年4月活動終了）
- 後藤真希（zetima（モーニング娘。在籍時）→PICCOLO TOWN。 2008年6月にrhythm zone→avex traxへ移籍）
- こぶしファクトリー（UP-FRONT WORKS→zetima。2020年3月活動終了）
  - 藤井梨央（2017年7月契約解除）
  - 広瀬彩海（2020年4月アップフロントプロモーションを退社）
  - 野村みな美（2022年芸能界を引退）
  - 小川麗奈（2017年9月芸能界を引退）
  - 浜浦彩乃（2020年4月アップフロントプロモーションを退社、その後フリーランスを経て現在はワーナーミュージック・ジャパンへ移籍し、女優業に専念）
  - 田口夏実（2017年12月契約解除）
  - 和田桜子（解散と同時に芸能界を引退）
- 紺野あさ美 (2011年4月テレビ東京専属アナウンサーに転身、2017年5月末を以って同局を退社し、現在はフリーアナウンサー。)
- 佐々木莉佳子
- 鞘師里保（2018年12月専属マネージメント契約終了。現在はジャパン・ミュージックエンターテインメント所属。）
- シェキドル （SPREE RECORD。2002年1月解散）
- 島村嬉唄（2015年6月契約解除。2021年よりNプロダクションに所属し、アイドルグループ｢きゅるりんってしてみて｣で芸能活動を再開している。）
- 鈴木香音（2016年5月芸能界を引退）
- ZYX （PICCOLO TOWN。2004年1月活動休止）

#### た～わ行
- 田村芽実（hachama→JVCケンウッド・ビクターエンタテインメント。2016年5月アンジュルム、およびハロー!プロジェクトを卒業、同時にアップフロントプロモーションを退社）
- 太陽とシスコムーン（zetima。活動末期T&Cボンバーへグループ名改称を経て2000年10月解散）
- 高木紗友希（2021年4月アップフロントプロモーション退社、2022年4月より個人事務所を設立し芸能活動再開）
- 田代すみれ（2025年3月アップフロントプロモーションを退社）
- W（zetima→UP-FRONT WORKS(2019年リリースの未発表曲のみ)。2007年3月解散）
- DEF.DIVA （zetima。2007年10月活動休止）
- 中澤裕子
- 中西香菜（2019年12月芸能界を引退、2020年7月よりYouTuberとして活動再開）
- 後浦なつみ（zetima）
- 辻希美（zetima(モーニング娘。、およびW在籍時)→PICCOLO TOWN。2010年以降はソロとしてのリリースはなく、現在はタレント業に専念）
- 新垣里沙（2020年8月ジェイピィールームを退社し、現在はフリーで女優活動を行う）
- 新沼希空（2024年6月アップフロントプロモーション退社、同年10月よりインフルエンサーとして活動再開）
- High-King（zetima。活動終了）
- ハロー!プロジェクト モベキマス（zetima。活動終了）
- ハロプロ・オールスターズ（zetima。活動終了）
- ピーベリー（hachama）
- 美勇伝 （PICCOLO TOWN。2008年6月解散）
- 福田花音（hachama→T-Palette Records→avex trax）
- 藤本美貴（hachama→Rice Music。2009年以降はソロとしてのリリースはなく、現在はドリームモーニング娘。名義としての活動を除きタレント業に専念）
- 船木結（zetima、hachama。2020年12月芸能界引退）
- ベキマス（UP-FRONT WORKS。活動終了）
- Berryz工房（PICCOLO TOWN。2015年3月活動停止）
  - 嗣永桃子（2017年6月芸能界引退）
  - 徳永千奈美（2021年2月芸能界引退）
  - 菅谷梨沙子（2015年3月芸能活動を休止）
- Buono!（PONY CANYON→zetima。2017年5月活動休止）
- 前田有紀（Rice Music。2012年6月結婚と同時に芸能活動を無期限休止）
- 前田憂佳（2011年12月芸能界を引退）
- 松浦亜弥（zetima。2017年9月アップフロントグループを退社）
- 真野恵里菜（hachama。現在は女優業に専念）
- 光井愛佳（2018年11月芸能界を引退）
- 宮崎由加
- 室田瑞希（hachama→UNIVERSAL MUSIC。2020年末専属マネージメント契約終了。現在はシネマクト所属。）
- メロン記念日 （zetima→UP-FRONT WORKS。2010年5月解散）
  - メロン記念日×BEAT CRUSADERS
  - メロン記念日×ニューロティカ
  - メロン記念日×ミドリ
  - メロン記念日×THE COLLECTORS
  - メロン記念日×GOING UNDER GROUND
- 森戸知沙希
- 八木栞（2025年5月アップフロントプロモーション退社）
- 矢口真里（2013年10月活動一時休止、2014年10月活動再開。現在はタレント業に専念）
  - 矢口真里VSエアバンド（2009年12月解散）
- 梁川奈々美（zetima→hachama。2019年3月芸能界を引退）
- 山﨑夢羽（2024年9月アップフロントプロモーション退社）
- 吉澤ひとみ（2018年9月芸能界を引退）
- リルぷりっ（hachama。2012年3月、アニメ終了に伴い活動終了）
- 和田彩花

#### モーニング娘。関連派生ユニット
※すべてzetimaレーベル。
- アテナ（唄：辻希美→新垣里沙）
  - アテナ&ロビケロッツ （2008年3月活動休止）
- ごまっとう
- タンポポ （2009年3月活動休止）
- 月島きらり starring 久住小春 (モーニング娘。) （2009年5月活動終了）
  - きら☆ぴか
  - MilkyWay
  - SHIPS
- プッチモニ（2009年3月活動休止）
- ミニモニ。（2004年5月活動休止）
- エコモニ。（2007年12月活動休止）
- モーニング娘。おとめ組 （2009年4月プロフィール消滅）
- モーニング娘。さくら組 （2009年4月プロフィール消滅）
- モーニング娘。誕生10年記念隊（2007年 - 2008年限定）
- ドリームモーニング娘。（モーニング娘。OG、2011年 - 2012年限定）
- モーニング娘。20th（2017年 - 2018年限定）
- モリ娘。（2014年1月22日 - 6月1日限定。モーニング娘。'14と森三中の大島美幸、および黒沢かずことのコラボレーションによるKDDI・沖縄セルラー電話「auの学割」キャンペーンCM限定の架空のアイドルユニット）
- ROMANS（2003年9月活動休止）

### FRAME
販売委託先：キングレコード。2012年10月1日以降はエイベックスのレーベルとなる。
- 北原沙弥香
- KMC
- T-Pistonz+KMC
- twe'lv

### それ以外
- EARTHSHAKER（2007年にデンジャークルー・レコードへ移籍）
- 麻生詩織（1989年にポリスター/Pax Musicaからデビューし、1994年にY.J.サウンズ設立に伴い移籍。1996年に東芝EMIへ移籍後、2002年にzetimaに出戻り移籍。2008年に徳間ジャパンコミュニケーションズへ移籍。ポリスター～Y.J.サウンズ時代の原盤権はアップフロントが保有）
- アリス（2001年再結成時に新作を発売したが、2010年の新作アルバムはエイベックスから発売される。一時的な再結成であり、何年に移籍したのかは断定できない。）
- アルマカミニイト（hachama。2013年4月に事実上の活動休止）
- 石川寛門
- 犬神サーカス団（2006年に自ら設立した事務所兼レコード会社「オフィス・キンメダイ」へ移籍）
- エリック・フクサキ（hachama。2019年3月をもってジェイピィールームを退社）
- GaGaalinG（現在はインディーズで活躍中のヴィジュアル系バンド）
- 京壮亮→加川明（Rice Music → 徳間ジャパンコミュニケーションズ。元々は子役として活躍していた川崎公明）
- 加藤紀子（ワーナーミュージック・ジャパン→ワン・アップ・ミュージック→zetima→地中海。2006年以降はリリースはなく、現在はタレントおよび女優業に専念）
- 上沼恵美子（現在は歌手活動休止）
- カレッジ・コスモス（zetima。2020年5月活動休止）
- がんばろうニッポン 愛は勝つ シンガーズ（zetima。既に活動終了済み）
- キッスの世界（2003年5月解散）
- 小柳ルミ子（1998年にガウスエンタテインメント（現・徳間ジャパンコミュニケーションズ）への移籍を経て、2011年に日本クラウンへ再移籍）
- 佐々木秀実（2007年に日本コロムビア[16]へ再移籍）
- THE つんくビ♂ト （zetima。2004年活動終了）
- 釈由美子（zetima）
- 城之内早苗（2008年にユニバーサルミュージックへ移籍したのち、2010年にテイチクエンタテインメントへ再移籍）
- ジャ・ジャ（ピッコロタウンから1枚のシングルをリリース後、TNXへ移籍）
- スターダスト・レビュー（後にインディーズ（オーガマトキ）を経てインペリアルレコードに再移籍）
- スパーク
- 7HOUSE（2002年解散）
- 谷村有美（2002年以降はリリースはなく、2007年にソニー・ミュージックレコーズに移籍(事実上の古巣への再移籍)）
- 田村直美
- チーム・負けん気（UP-FRONT WORKS。2018年7月活動休止）
  - チャオ ベッラ チンクエッティ（旧・THE ポッシボー）（GOOD FACTORY RECORD→TN-mix→JVCケンウッド・ビクターエンタテインメント→PICCOLO TOWN。2018年8月解散）
- 豚骨ピストンズ（T-Pistonzに専念するため2009年5月活動停止）
- 内藤やす子（後にテイチクエンタテインメントへ移籍）
- Nyle
- 中島卓偉（Sony Records→日本コロムビア→zetima）
- 平山みき（2016年に古巣の日本コロムビアへ再移籍）
- PINK CRES.（UP-FRONT WORKS→zetima。2021年6月活動終了）
  - 小林ひかる
  - 二瓶有加
- 布施明（2007年にユニバーサルミュージック・ユニバーサルシグマレーベルへ移籍）
- flex life
- 松井雄飛
- 松下サトミ
- 松田樹利亜
- 村上智里（PICCOLO TOWN → テイチクエンタテインメント）
- 柳澤順子
- LoVendoЯ（UP-FRONT WORKS→zetima。2019年7月活動休止）
  - 魚住有希（2016年9月卒業）
  - 岡田万里奈（2019年3月卒業）
  - 宮澤茉凜（2019年7月卒業）
- 湯原昌幸（Rice Music → テイチクエンタテインメント）
- ラヴァーフェニックス
- アナ・ラーン
- 808State
- クライド・スタッブルフィールド
- クレモンティーヌ（後にエピックレコードジャパンへ移籍）
- ジョージィ・フェイム
- ファット・ファンクション
- モーゼス・パトゥルー

## オープニングロゴ
- UP-FRONT WORKS
- zetima
- hachama
- Rice Music

## 提供番組（2023年11月現在）
- ふるさとの未来（TBSテレビ）
- ハロドリ。（テレビ東京）

## 主なグループ会社・関連会社
- アップフロントプロモーション
- アップフロントクリエイト
- ジェイピィールーム
- ジャストプロ